# 1812. godine
1812. godina (rus. "1812 год") - ruski film redatelja Vasilija Gončarova, Kaja Ganzena i Aleksandra Uraljskogo.

## Radnja
Film prikazuje Napoleonova invazija na Rusiju u 4 dijela.

## Uloge
- Aleksandra Gončarova
- Vasilij Gončarov
- Andrej Gromov

## Vanjske poveznice
- 1812. godine na Kino Poisk